# Georg Heinrich Behn

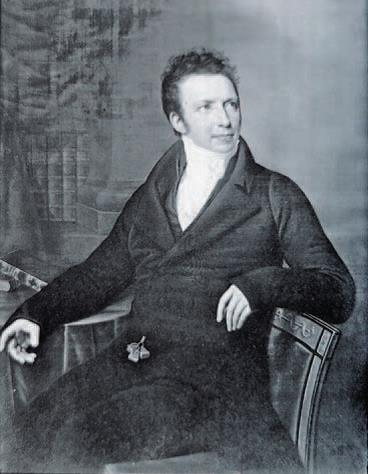
Georg Heinrich Behn, Porträt von Rudolph Suhrlandt (1820)

Georg Heinrich Behn (* 29. August 1773 in Lübeck; † 23. April 1855 ebenda) war ein deutscher Mediziner.

## Leben
Behn wurde als dritter Sohn des Direktors am Katharineum zu Lübeck Friedrich Daniel Behn und seiner Frau Catharina Margarethe, geb. Käselau (1746–1806), der Tochter des wohlhabenden Lübecker Kaufmanns Hermann Peter Käselau, geboren. Nach dem Besuch der Schule seines Vaters studierte er ab Ostern 1792 Medizin an der Universität Jena, das er mit der Promotion zum Dr. med. am 6. Oktober 1795 beendete. Die Familie seiner Mutter ermöglichte ihm gleich nach dem Studium ausgedehnte Bildungsreisen durch Europa. Schon im Oktober 1795 brach er über Bamberg, Regensburg und Linz nach Wien auf, wo er 10 Monate blieb und sich u. a. in der Frauenheilkunde fortbildete. Im August 1796 zog es ihn über Prag und Dresden an die Berliner Charité, von wo er im Frühjahr 1797 nach Lübeck kurz zurückkehrte, um noch 2 weitere Monate in Kopenhagen bei dem international angesehenen Professor für Geburtshilfe Mathias Saxtorph (1740–1800) zu verbringen. Dann reiste er über Lübeck, Frankfurt am Main, Mainz und einem kurzen Aufenthalt bei Lavater in Zürich nach Paris, von wo er 1798 über Köln nach Lübeck kam, nur um noch ein weiteres Jahr in Wien zu verleben. 1799 schloss er seine Bildungsreisen ab und kehrte endgültig nach Lübeck zu seiner Familie zurück.
Behn heiratete am 2. Dezember 1805 Johanna Elisabeth Stintzing (geb. 2. Dezember 1786, gest. 7. Febr. 1850), Tochter des Weinhändlers Georg Friedrich Stintzing und seiner Ehefrau Catharina Elisabeth, geb. Haartmann. Aus seiner Ehe gingen drei Kinder hervor. Fanny Behn, geb. 1813, verheiratet mit Senator Böse in Lübeck, Emma Behn, geb. 1815, verheiratet mit Dr. med. Hermann Gütschow in Lübeck, und Theodor Behn (1819–1906), juristischer Senator in Lübeck.

In Lübeck unterstützte Georg Heinrich Behn mit Genehmigung des Senats der Stadt den altersschwachen Stadtphysicus Hans Bernhard Ludwig Lembke bis zu dessen Tod 1803. Gleich 1799 führte er gemeinsam mit dem Lübecker Arzt Theodor Friedrich Trendelenburg die erste Impfung durch. Die dafür erforderliche Pockenlymphe beschaffte Behn von Jean de Carro aus Wien. Er engagierte sich in der Gesellschaft zur Beförderung gemeinnütziger Tätigkeit, in dem er zahlreiche Fachvorträge, auch für das breitere Publikum hielt und u. a. die Entdeckungen von Edward Jenner vermittelte. 1803/04 unternahm er eine erneute Reise über Holland nach Frankreich. Danach nahm er die Praxis in Lübeck wieder auf und wurde auch zum Arzt des Lübecker Waisenhauses bestellt. Mit der Schlacht bei Lübeck 1806 und dem Beginn der Lübecker Franzosenzeit wurde die Lübecker Ärzteschaft vor kaum lösbare Probleme auf dem Gebiet der Hygiene und der Versorgung der Verwundeten gestellt. Dies ließ sie zunächst informell zusammenrücken, um dem Lübecker Rat die erforderlichen Ratschläge mit einer Stimme zu geben. 1809 war Behn die „treibende Kraft“ zur formellen Gründung des Ärztlichen Vereins zu Lübeck, des ältesten berufsrechtlichen Zusammenschlusses von Medizinern in Deutschland, der heute noch besteht. Das Motto der Gründung war: 

„Ein Einzelner hilft nicht, sondern wer sich mit Vielen zur rechten Stunde vereinigt!“

Eine ähnliche Belastung wie im Jahre 1806 ergab sich für die Lübecker Ärzte im Jahr 1814, als Lübeck die vielen Hamburger aufnahm, die Marschall Davoust aus der Festung Hamburg ausgesperrt hatte. Zwei Lübecker Ärzte, darunter Christian Joachim Carstens, starben in dieser Zeit an Lazarettfieber, und ein dritter, Behns Freund Matthias Ludwig Leithoff konnte nur knapp gerettet werden. Behn diente dem Ärztlichen Verein zu Lübeck 24 Jahre im Vorstand als Sekretär und wurde 1847, bereits seit längerem von Schwerhörigkeit geplagt, dessen Ehrenmitglied. Er verfasste zahlreich Protestationes, Eingaben und Gutachten zur öffentlichen Gesundheitsvorsorge in Lübeck, besonders auch während der Choleraepidemie von 1832.

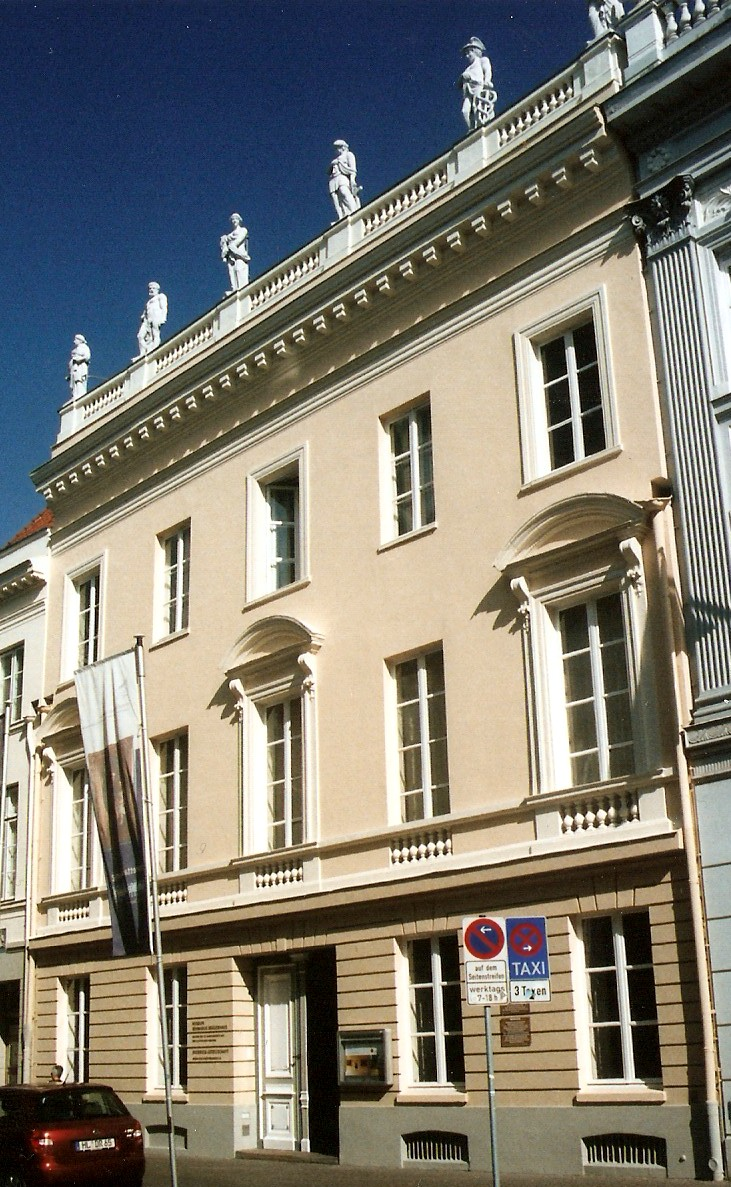
Behnhaus

1823 erwarb er das später nach ihm bzw. seinem Sohn benannte Behnhaus, eines der repräsentativsten klassizistischen Bürgerhäuser in der Königstraße der Lübecker Altstadt, unweit von St. Jakobi und dem Koberg.

## Schriften
- Dissertatio inavguralis medica sistens cogitata quaedam de morbillis et epidemia morbillosa Ienensi. Jena 1795
- Erinnerungen an Paris zunächst für Ärzte geschrieben. Nicolai, Berlin 1799

## Porträts
- Friedrich Carl Gröger, Bildnis des Georg Heinrich Behn, Lithographie, 403 × 299 mm[2]